# 费尔勒·贝滕斯
费尔勒·贝滕斯（荷蘭語：Veerle Baetens，1978年1月24日—），女，比利时演员。曾获得欧洲电影奖最佳女演员。